# إليزو زاليسكي دوس سانتوس
إليزو زاليسكي دوس سانتوس (بالبرتغالية: Elizeu Zaleski dos Santos؛ مواليد 12 نوفمبر 1986) هو مُقاتل فنون قتالية مختلطة برازيلي، ويتنافس حاليًا في وزن الوسط في بطولة القتال النهائي (UFC).

## وصلات خارجية
- إليزو زاليسكي دوس سانتوس على موقع يو إف سي (الإنجليزية)
- إليزو زاليسكي دوس سانتوس على موقع شيردوغ (الإنجليزية)